# Ischialgie
Als Ischialgie (von altgriechisch ἰσχίον is'chíon ‚Hüfte‘ und ἄλγος álgos ‚Schmerz‘), auch kurz (der, die oder das) Ischias, werden Schmerzen und Missempfindungen bezeichnet, die dem Hauptnerv des Beines, dem Ischiasnerv (Nervus ischiadicus, auch Ischias genannt), zuzuordnen sind und durch Reizung oder Schädigung seiner Nervenfasern hervorgerufen werden. Treten neben der Neuralgie (Nervenschmerz) im Versorgungsgebiet dieses Nervs weitere neuropathische Beeinträchtigungen auf, zum Beispiel Muskelschwächen oder Sensibilitätsstörungen, wird auch von Ischiassyndrom gesprochen; ungebräuchliche ältere Benennungen sind Cotugno-Syndrom und (nervöses) Hüftweh.
In den meisten Fällen sind die Beschwerden durch Druck auf die den Nerv bildenden Nervenwurzeln der aus der Wirbelsäule austretenden und dem Rückenmark entspringenden Spinalnerven bedingt, also eine Radikulopathie, die meist in Folge von Bandscheibenschäden auftritt. Häufig ist im Versorgungsgebiet das Areal nur eines einzelnen Spinalnerven dieser Seite betroffen. Oft ist dies einer der unteren lumbalen Spinalnerven, beim Menschen dem fünften Segment des Lendenmarks zugehörig (L5), oder ein oberer sakraler, dem Kreuzmark zugehörig (S1).

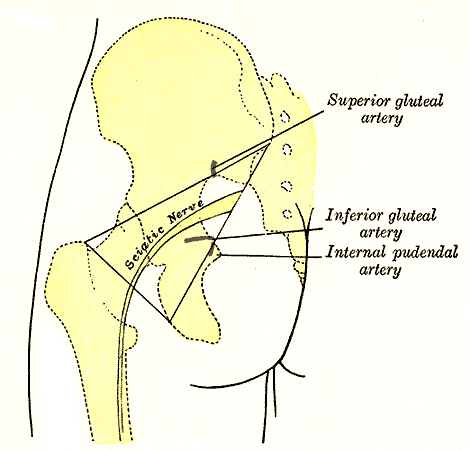
Ungefährer Verlauf des Ischiasnervs (Nervus ischiadicus, im Bild mit Sciatic Nerve beschriftet)

Typisch für die Ischialgie ist eine Zunahme von Intensität oder Ausbreitung der Schmerzen im Bein bei einer Dehnung des Nervs, beispielsweise bei Beugung des gestreckten Beins in der Hüfte. Dagegen sind die landläufig Hexenschuss, medizinisch Lumbago, genannten Beschwerden im Bereich der Lendenwirbelsäule mit einem Rückenschmerz ohne Ausstrahlung in die Beine verbunden. Eine Kombination aus Lumbago und Ischialgie wird Lumboischialgie genannt.

## Ursache
Ursache für die häufig als Ischialgie bezeichnete Radikulopathie lumbaler (L4,5) oder sakraler (S1,2,3) Spinalnervenwurzeln sind überwiegend degenerative Veränderungen von Bandscheiben bzw. Wirbelsäule, die allgemein mit dem Alter zunehmen. Sie sind durch die statische Belastung bei der für Menschen typischen mehr oder weniger aufrechten bipedalen Haltung bedingt und werden durch unangemessene Belastungen und Übergewicht beschleunigt.
Diese bei jedem Menschen altersbedingt zunehmenden Veränderungen können zur Folge haben, dass Nervenfasern in den schmalen Öffnungen eines Zwischenwirbellochs (Foramen intervertebrale) beim Durchtritt in den Wirbelkanal komprimiert werden. Zu einer solchen Kompression der Nervenwurzel kann es zum Beispiel durch Heraustreten von Bandscheibengewebe über ein bestimmtes Niveau kommen, so bei Bandscheibenvorfall oder Bandscheibenprotrusion infolge einer fortschreitenden Zermürbung (Degeneration) der Bandscheibe. Auch knöcherne Veränderungen an den Wirbelkörpern, beispielsweise Spondylophyten infolge von Verschleißerscheinungen (Osteochondrose) des Achsenskeletts oder aber Wirbelfrakturen (etwa infolge einer Osteoporose), können die Nervenwurzeln irritieren und so zur Ischialgie führen.
Eine Ischialgie kann aber auch auftreten, wenn der eigentliche Ischiasnerv auf der Strecke seines Verlaufs (etwa durch Druck oder Entzündung) gereizt oder geschädigt wird. Der Nervus ischiadicus geht aus dem sakralen Teil des Plexus lumbosacralis (Lenden-Kreuz-Geflecht) hervor mit Anteilen der Spinalnerven L4 bis S3. Er verlässt das Becken in Höhe des Gesäßes, läuft auf die Rückseite des Oberschenkels, gibt hier verschiedene Äste ab, und verzweigt sich schließlich bis in die Zehenspitzen. Der Ischiasnerv ist der dickste der peripheren Nerven des menschlichen Körpers und versorgt mehrere Muskeln des Oberschenkels sowie die Muskeln und fast die gesamte Haut von Unterschenkel und Fuß. Bei Ischias kann es zu Paresen des Nervus peroneus communis oder des Nervus tibialis, zu Krämpfen sowie zu Zuckungen (Faszikulationen oder Fibrillationen) kommen.
Wird der Ischiasnerv beim Durchtreten der Foramen infrapiriforme genannten Lücke zwischen Beckenknochen und Musculus piriformis komprimiert, so kann ein Piriformis-Syndrom auftreten. Daneben kommen eine Reihe anderer möglicher Ursachen für eine Ischialgie in Frage, auch raumgreifende Tumoren oder beispielsweise ein Herpes Zoster entlang der Nervenbahn.